# International Crops Research Institute for the Semi-Arid Tropics

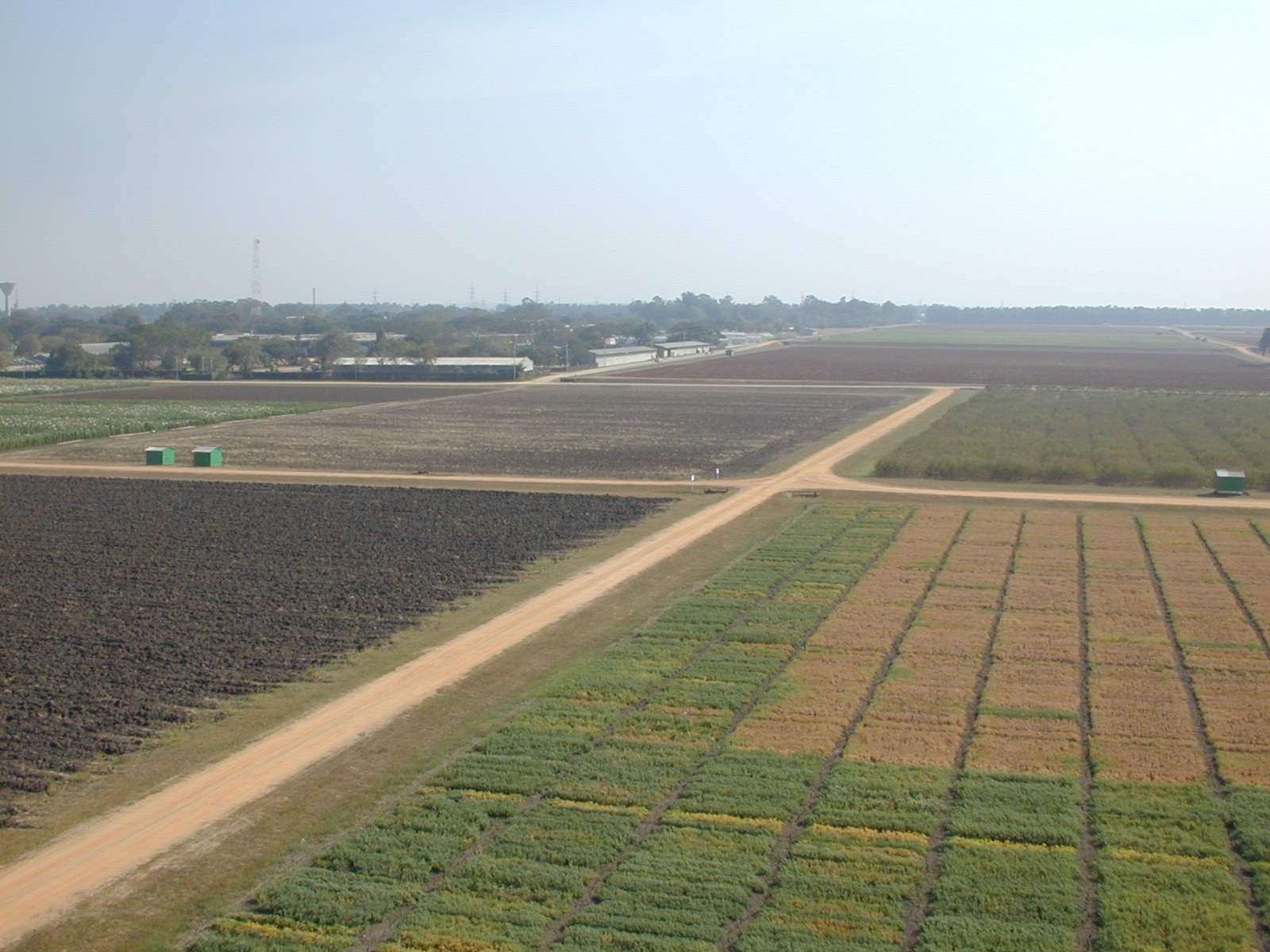
Felder des International Crops Research Institute for the Semi-Arid Tropics ICRISAT (2002)

Das International Crops Research Institute for the Semi-Arid Tropics (ICRISAT) ist eine international tätige Forschungseinrichtung, die 1972 gegründet wurde. Ziel ist die Verbesserung der Lebensbedingungen in den semi-ariden Tropen Asiens und Sub-Sahara-Afrikas durch landwirtschaftliche Forschung. ICRISAT ist eines der 15 Institute der Consultative Group on International Agricultural Research.